# Salsa (música)
A salsa é uma mescla de ritmos musicais tais como o son montuno, o mambo, cha-cha-chá e a rumba cubana. Recebeu, ainda, influências do merengue (da República Dominicana), do Calipso (de Trinidad e Tobago), da cúmbia colombiana, do rock norte-americano e do reggae jamaicano. Hoje, absorve influências de ritmos mais modernos como rap ou techno. A dança correspondente ao estilo musical é caracterizada pelo compasso quaternário, com movimentos de "dança à dois" e também separados com movimentos independentes, chamados shine ou shining.

## Etimologia
Em castelhano salsa significa "tempero" e a adoção do nome transmite a ideia de uma música com "sabor". Foi a banda La Sonora Matancera, quando saiu de Cuba durante a Revolução Cubana e se instalou no México, que criou o nome salsa. O movimento que originou este novo estilo de música latino-americana começou em Nova York, quando um grupo de jovens músicos começou a mesclar sons e ritmos visando a criar uma sonoridade que tivesse um "sabor" latino-americano.

## História
A salsa surgiu em Cuba, antes da década de 40, do gênero musical cubano chamado son montuno. O termo "salsa" não existia na época e só passou a ser usado a partir da década de 70 em Nova Iorque, depois que a música já era popular na cidade.

### Antecedentes: Música cubana em Nova Iorque
O movimento salsa tem suas origens na cidade de Nova Iorque da década de 1970, tendo posteriormente se espalhado pela América Latina e por todo o mundo ocidental. Contudo, tal musicalidade já era popular na metrópole norte-americana décadas antes de sua explosão comercial. A cidade de Nova Iorque já havia sido berço da dança de estilo cubano na década de 1940, quando das inovações marcantes de Machito na era do mambo. Tito Puente trabalhou durante certo tempo com os Afro-cubanos antes de iniciar sua própria banda. No início dos anos 1950, já havia bandas (ou big bands) muito populares de mambo na cidade, entre as quais: Machito & His Afro-Cubans, Tito Puente e Tito Rodríguez. O epicentro de tal movimento cultural cada vez mais notório era o salão de dança "Palladium Ballroom", que atraía algumas estrelas de Hollywood e da Broadway em aulas livres de dança. O mambo e seu "templo", o Palladium, constituíam um fenômeno étnico e cultural.
Nos anos seguintes, a cultura norte-americana abarcou também o chá-chá-chá. A dança originária das bandas cubanas de charanga, foi adotada com sucesso pelas classes populares de Nova Iorque. No início da década de 1960, a cidade contava com várias bandas de charanga, lideradas por futuros ícones da salsa, como Johnny Pacheco, Charlie Palmieri e Ray Barretto. Mongo Santamaría também foi um dos expoentes do estilo durante este período. a pachanga, por sua vez, foi popularizada pela Orquestra Sublime e outros grupos cubanos populares na cidade. A pachanga é a mais recente dança de origem caribenha a alcançar tal sucesso na comunidade latina estadunidense. O Embargo a Cuba em 1962 acabou por impactar não somente as relações políticas e econômicas, como também o fluxo cultural entre as duas nações.
Após a Revolução de 1952, o primeiro gênero musical cubano a ser observado nos Estados Unidos, ainda que por pouco tempo, foi o mozambique. Porém nem a dança nem a música relacionadas ao gênero vingaram fora de Cuba. Apesar disto, alguns integrantes do conjunto La Perfecta, de Eddie Palmieri, prestaram atenção ao movimento e foram inspirados a criar um ritmo semelhante. Apesar de os dois ritmos não se assemelharem em muitos aspectos, a banda recebeu severas críticas por conta da impopularidade da cultura cubana à época.
Antes da origem da salsa, houve ainda um outro subgênero latino em Nova Iorque, o chamado Boogaloo. Em meados de 1960, uma híbrida identidade cultural porto-riquenha emergiu na cidade, influenciada por várias culturas latino-americanas assim como pelo contato com a cultura afro-americana. O "boogaloo" era uma autêntica música porto-riquenha, uma mescla bilíngue de R&B e ritmos caribenhos. Duas composições deste período alcançaram enorme sucesso comercial em 1963: Watermelon Man, performada por Mongo Santamaría, e El Watusi, que, de certa forma, estabeleceu as características do gênero. O termo boogaloo foi cunhado provavelmente em 1966 por Richie Ray e Bobby Cruz. O maior sucesso do gênero na década de 1960 foi Bang Bang, gravado pelo Joe Cuba Sextet, que alcançaria sucesso sem precedentes para a música latina nos Estados Unidos ao vender mais de um milhão de cópias. "El Pito" foi outro grande sucesso emplacado pelo grupo. Outros sucessos da época são "Boogaloo Blues", de Johnny Colón; "I Like It Like That", de Pete Rodríguez; "At The Party", de Hector Rivera, entre outros.
Em 1966, no mesmo ano em que Joe Cuba emplacou seu sucesso pop, o Palladium foi fechado por não poder mais comercializar bebida alcoólica. O mambo foi deixado para trás, cedendo espaço para uma nova geração com seu estilo de boogaloo, o "jala-jala" ou "shing-a-ling". Alguns da primeira geração, vocalistas já estabelecidos, aproveitaram a onda e gravaram muitos boogaloos, como Tito Puente, Eddie Palmieri e, inclusive, Machito e Arsenio Rodríguez. Porém, o empreendimento não vingou. No fim da década de 1960, a música latina não albergou os músicos de boogaloo, fazendo com que alguns facilmente transitassem para a fase da salsa.

### Anos 1970: o início
Em 1971, os Fania All-Stars lotaram o Yankee Stadium. No início da década de 1970, o cenário de efervescência musical mudou-se para Manhattan e a boate Cheetah, dirigida por Ralph Mercado, introduziu muitas das futuras estrelas da salsa ao público latino da cidade. Em 1975, Roger Dawson, percussionista e arranjador local, criou o programa "Sunday Salsa Show" na rádio WRBR FM. O programa tornou-se um dos maiores em audiência na cidade de Nova Iorque, com público de mais de 200 mil ouvintes por episódio. Ironicamente, apesar da população hispânica de Nova Iorque ultrapassar facilmente os 2 milhões, não havia uma emissora de rádio de sucesso voltada para este público especificamente. Dada sua ampla experiência como percussionista de jazz e conga, Dawson também criou o semanal "Salsa Meets Jazz" com concertos no Village Gate, clube onde músicos de jazz atuariam com bandas de salsa. Dawson foi um dos responsáveis pela caracterização da salsa americana ao apresentá-la a um público específico e introduzir novos artistas do gênero, como o bilíngue Ángel Canales, que não recebiam oportunidade de divulgar seu trabalho nas rádios hispânicas locais. A atração recebeu diversos prêmios das revistas Latin New York e Salsa Magazine, entre outros meios publicitários.
De Nova Iorque, a salsa rapidamente ganhou o público internacional, expandindo-se para Porto Rico, República Dominicana, Colômbia, México, Venezuela e outros países latino-americanos. O número de grupos e bandas de salsa, tanto em Nova Iorque como no restante da América, duplicou, acompanhado pelo surgimento de diversas rádios e gravadoras exclusivas do gênero.
Os anos 1970 viram a salsa receber diversas inovações musicais. Willie Colón, por exemplo, introduziu o cuatro, instrumento típico de Porto Rico, assim como adaptações de canções de jazz e rock. Além disso, nos primeiros anos, os expoentes da salsa buscaram referência no cenário musical de países vizinhos, como o Panamá e o Brasil.
Celia Cruz, que já vinha de um estrondoso sucesso em Cuba, transitou para a salsa nas décadas seguintes nos Estados Unidos, tornando-se uma das maiores intérpretes do gênero a ponto de ser chamado "Rainha da Salsa".

### Anos 1980: consagração
Durante os anos 1980, a salsa se expandiu para a Europa e o Japão. No final da década, surgiu a "salsa romântica", com melodias lentas e letras românticas, que fez sucesso em Nova Iorque. Este gênero foi adotado pelos porto-riquenhos Frankie Ruiz, Eddie Santiago, Paquito Guzmán, Marc Anthony, Willie González e Cano Estremera, pelos cubanos Dan Den, Rey Ruiz e Issac Delgado e pelo nicaraguense Luis Enrique.

### Salsa atual (1990 - atualidade)
O reavivamento comercial da salsa na década de 1990 deve-se, em parte, ao produtor e pianista Sergio George. George implementou uma mistura de salsa com gêneros musicais contemporâneos, como o Pop e a música romântica. A nova geração de salsa viu a ascensão de artistas como Tito Nieves, La India e Marc Anthony. George também produziu álbuns da banda de salsa japonesa Orquestra de la Luz. Brenda K. Starr, Son By Four, Víctor Manuelle, e a cubano-americana Gloria Estefan gozaram de sucesso comercial alcançado no mercado anglo-americano por hits de influência latina, mas cantados em língua inglesa.
Um país no qual se produziu, nos últimos anos, uma expansão da salsa com maior vigor é a Colômbia, destacando-se Joe Arroyo, o grupo Niche e a orquestra Guayacán. Entre os híbridos mais recentes da salsa, destacam-se os chamados "mereng-house", a "salsa merengue" e "salsa gorda".
Em 2000, surgiu a primeira companhia especializada em salsa no Brasil, a Conexión Caribe Companhia de Danças, que, em 2001, criou o Encontro Nacional de Salsa, evento anual que, a partir de 2003, se transformou no Congresso Mundial de Salsa do Brasil, um dos maiores eventos do gênero no mundo.

## Dança

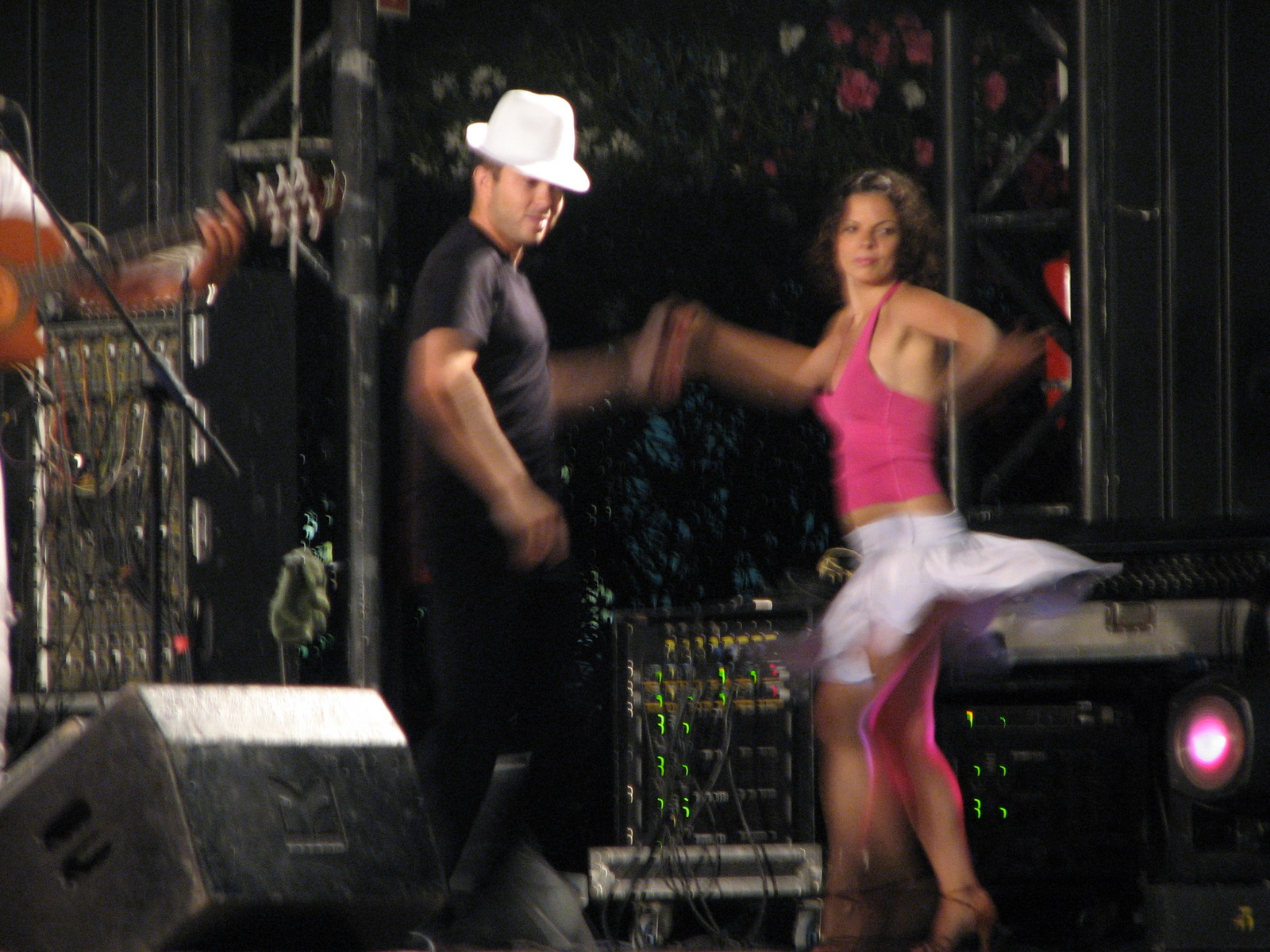
Salsa (música)

Há inúmeras formas de dançar salsa. As principais ramificações são a salsa Cubana, a salsa em linha (americana) e a salsa colombiana. Apesar de usarem o mesmo tipo de música, as danças são muito diferentes.

### Salsa cubana
É o estilo de salsa mais próximo de suas raízes cubanas. Surgiu em Cuba como uma dança tradicional proveniente da rueda de casino.
Tem movimentos complexos com os braços fazendo e desfazendo vários nós. Exige habilidade do cavalheiro para poder criar figuras empurrando e puxando a dama com mais pressão do que nos outros estilos. Isso exige que a dama tenha flexibilidade com os braços.

#### Rueda de casino
É uma forma de dançar salsa em que vários casais formam uma roda e todos interagem e fazem o mesmo movimento. Surgiu em Havana na década de 60 com o grupo Guaracheros de Regla e se tronou popular em Miami. Muitos movimentos envolvem mudança de par, mas muitos deles podem ser usados em dança a dois, onde o dile que no é feito com o mesmo par.
Uma pessoa é responsável por dizer o nome dos movimentos, em voz alta ou com gestos, para que todos executem ao mesmo tempo. Se a pessoa não entender ou não conhecer o nome, ela tenta copiar rapidamente dos outros casais.

### Salsa colombiana
Tem origem na cidade de Cali, Colômbia, por isso é conhecida como salsa caleña. É um estilo popular na Colômbia, onde é ensinado principalmente por amigos e familiares. Tem forte influência da Cúmbia, por isso é dançada com música Cúmbia e contém movimentos da dança Cúmbia, inclusive o passo básico, que é uma abertura lateral circular. Não tem movimento de troca de lado como o dile que no, é dançada bem próximo, tem poucos giros e muitos movimentos rápidos com os pés.

### Salsa em linha
Esse é o estilo de salsa que dançado nos Estados Unidos. Ele se desenvolveu em academias de dança americanas, é mais difícil de aprender que a salsa cubana e conta mais com condução indicativa. Enquanto na salsa cubana, o casal faz movimentos circulares ao trocar de posição, na salsa em linha o casal dança como estivesse em cima de uma linha tendo movimentos de vai e vem e troca de lugares em cima dessa linha. Outra característica é a presença de múltiplos giros rápidos.
Esse estilo de salsa é bem adaptado para ser uma apresentação a uma plateia e usa enfeites com mais frequência. Recentemente, tem se popularizado na Europa com o estilo de Los Angeles.
A salsa em linha pode ser dançada no modo "no 1" (on 1) ou no modo "no 2" (on 2). No modo "no 1", o passo para frente (pé esquerdo do cavalheiro) ocorre no tempo 1; no tempo 2 o peso é transferido para outro pé atrás; e no tempo 3 o pé é recuado; no tempo 4 ocorre uma pausa. No modo "no 2", começa pisando no lugar (pé direito da dama) no tempo 1; o passo para frente ocorre no tempo 2; no tempo 3 o peso é transferido para outro pé atrás; no tempo 4 ocorre uma pausa; e no tempo 5 o pé que foi à frente pisa para trás.
O modo "no 2" é mais difícil e a forma de dançar muito diferente do modo "no 1", mesmo fazendo os mesmos passos. Por isso, o modo "no 1" é escolhido por iniciantes. Tanto a salsa de NY quanto a de LA podem ser dançadas "no 1" e "no 2" porque muitos lugares misturam os dois estilos. As mulheres mais experientes tendem a aprender os dois modos porque dançam com homens de diferentes origens e estilos. O modo "no 2" dá mais espaço para a dama construir a dança e por isso considera a contagem de tempo dela.

#### Estilo de Los Angeles
É dançado geralmente "no 1". É o estilo mais comum de salsa americana. Contém movimentos com viradas rápidas, lançamentos de mãos e enfeites da dama com as mãos. Tem um pouco de influência do jazz.

#### Estilo de New York
O estilo nova-yorkino é dançado geralmente "no 2". Esse estilo foi criado por Eddie Torres usando música de Mambo. Outra característica comum é a frequência maior de movimentos conhecidos como shine ou shining, em que o casal dança separado e faz movimentos independentes. Geralmente é realizado com alguns footwork avançado ou movimentos chamativos, coreografia de acodo com música a música.

#### Estilo de Porto Rico
É semelhante ao estilo de New York, e é geralmente dançado no "no 6", o que é a mesma coisa que "no 2", mas o cavalheiro começa indo para frente e não para trás. Tem muito gingado com os ombros.